# Huitième district congressionnel du Colorado
Le 8e district congressionnel du Colorado est un nouveau district de la Chambre des Représentants des États-Unis qui a été créée après le recensement américain de 2020,,. Premier siège du Congrès à être ajouté à la délégation du Congrès du Colorado depuis 2001, le 8e district a été dessiné avant les élections de 2022 à la Chambre des Représentants des États-Unis. Le district a été dessiné par la commission indépendante de redécoupage du Colorado et approuvé par un vote de 11 contre 1 le 28 septembre 2021, avant d'être approuvé à l'unanimité par la Cour Suprême du Colorado le 1er novembre 2021,,,.
Le district est l'un des sept avec un indice CPVI de EVEN, ce qui signifie que le district vote presque de la même manière que l'électorat national. Il a également été identifié comme une circonscription présidentielle par le Sabato's Crystal Ball, ayant voté pour le vainqueur du collège électoral lors des quatre dernières élections présidentielles en 2020.

## Caractéristiques
Le 8e district congressionnel du Colorado s'étend le long de l'Interstate 25, englobant des sections du comté d'Adams, du comté de Larimer et du comté de Weld. Les plus grands centres de population sont Brighton, Commerce City, Greeley, Johnstown, Northglenn et Thornton,. Le district compte le plus grand nombre de résidents hispaniques de tous les districts du Colorado, représentant 38,5 % de la population adulte. Le 8e district congressionnel est considéré comme compétitif, le parti démocrate détenant une avance de 3 % sur les électeurs inscrits actifs et une marge moyenne de victoire de 1,3 % entre huit élections à l'échelle de l'État tenues entre 2016 et 2020. Joe Biden a remporté la zone qui est maintenant le 8e district de 4,7% lors de l'élection présidentielle américaine de 2020. Les républicains sont les plus forts dans les comtés de Greeley et de Weld, tandis que les banlieues nord de Denver, dans le comté d'Adams, sont plutôt démocrates.

## Géographie
| #   | Comté   | Siège        | Population |
| --- | ------- | ------------ | ---------- |
| 1   | Adams   | Brighton     | 519 572    |
| 69  | Larimer | Fort Collins | 370 771    |
| 123 | Weld    | Greeley      | 359 442    |

### Villes de 10 000 personnes ou plus
- Thornton – 141 867
- Westminster – 116 317
- Greeley – 108 795
- Commerce City – 62 418
- Brighton – 40 083
- Northglenn – 38 131
- Evans – 22 165
- Sherrelwood – 19 228
- Johnstown – 17 303
- Firestone – 16 381
- Welby – 15 553
- Frederick – 14 513
- Federal Heights – 14 382
- Berkley – 12 536
- Berthoud – 10 332

### Villes de 2 500 à 10 000 personnes
- Derby – 8 407
- Milliken – 8 386
- Twin Lakes (en) – 8 226
- Lochbuie – 8 088
- Fort Lupton – 7 955
- Dacono – 6 297
- Shaw Heights – 5 185
- Todd Creek – 5 028
- Mead – 4 781
- Platteville – 2 955

## Historique de vote
| Année | Poste      | Résultats              |
| ----- | ---------- | ---------------------- |
| 2022  | Gouverneur | Polis 52,8 % – 44,6 %  |
| 2022  | Sénat      | Bennet 50,3 % - 46,3 % |

## Liste des représentants du district
| Membre                             | Parti       | Années                          | Congrès | Histoire électorale               |
| ---------------------------------- | ----------- | ------------------------------- | ------- | --------------------------------- |
| District établi le 3 janvier 2023. |             |                                 |         |                                   |
| Yadira Caraveo                     | Démocrate   | 3 janvier 2023 - 3 janvier 2025 | 118e    | Élue en 2022. Perd sa réélection. |
| Gabe Evans                         | Républicain | 3 janvier 2025 - en cours       | 119e    | Élu en 2024.                      |

## Résultats des récentes élections dans le district
Voici les résultats des dix précédents cycles électoraux dans le district.

### 2022
| Primaire démocrate de 2022 du 8e district congressionnel du Colorado | Primaire démocrate de 2022 du 8e district congressionnel du Colorado | Primaire démocrate de 2022 du 8e district congressionnel du Colorado | Primaire démocrate de 2022 du 8e district congressionnel du Colorado | Primaire démocrate de 2022 du 8e district congressionnel du Colorado |
| -------------------------------------------------------------------- | -------------------------------------------------------------------- | -------------------------------------------------------------------- | -------------------------------------------------------------------- | -------------------------------------------------------------------- |
| Parti                                                                | Parti                                                                | Candidat                                                             | Votes                                                                | %                                                                    |
|                                                                      | Démocrate                                                            | Yadira Caraveo                                                       | 38 837                                                               | 100 %                                                                |

| Primaire républicaine de 2022 du 8e district congressionnel du Colorado | Primaire républicaine de 2022 du 8e district congressionnel du Colorado | Primaire républicaine de 2022 du 8e district congressionnel du Colorado | Primaire républicaine de 2022 du 8e district congressionnel du Colorado | Primaire républicaine de 2022 du 8e district congressionnel du Colorado |
| ----------------------------------------------------------------------- | ----------------------------------------------------------------------- | ----------------------------------------------------------------------- | ----------------------------------------------------------------------- | ----------------------------------------------------------------------- |
| Parti                                                                   | Parti                                                                   | Candidat                                                                | Votes                                                                   | %                                                                       |
|                                                                         | Républicain                                                             | Barbara Kirkmeyer                                                       | 22 724                                                                  | 39,0                                                                    |
|                                                                         | Républicain                                                             | Jan Kulmann                                                             | 13 398                                                                  | 23,0                                                                    |
|                                                                         | Républicain                                                             | Lori Saine                                                              | 12 357                                                                  | 21,2                                                                    |
|                                                                         | Républicain                                                             | Tyler Allcorn                                                           | 9 743                                                                   | 16,7                                                                    |

| Élection de 2022 du 8e district congressionnel du Colorado | Élection de 2022 du 8e district congressionnel du Colorado | Élection de 2022 du 8e district congressionnel du Colorado | Élection de 2022 du 8e district congressionnel du Colorado | Élection de 2022 du 8e district congressionnel du Colorado |
| ---------------------------------------------------------- | ---------------------------------------------------------- | ---------------------------------------------------------- | ---------------------------------------------------------- | ---------------------------------------------------------- |
| Parti                                                      | Parti                                                      | Candidat                                                   | Votes                                                      | %                                                          |
|                                                            | Démocrate                                                  | Yadira Caraveo                                             | 114 377                                                    | 48,4                                                       |
|                                                            | Républicain                                                | Barbara Kirkmeyer                                          | 112 745                                                    | 47,7                                                       |
|                                                            | Libertarien                                                | Richard Ward                                               | 9 280                                                      | 3,9                                                        |
|                                                            | Colorado Center Party                                      | Tim Long (write-in)                                        | 99                                                         | 0,0                                                        |
| Total des votes                                            | Total des votes                                            | Total des votes                                            | 236 501                                                    | 100 %                                                      |
|                                                            | Les Démocrates remportent (nouveau siège)                  |                                                            |                                                            |                                                            |

### 2024
| Primaire démocrate de 2024 du 8e district congressionnel du Colorado | Primaire démocrate de 2024 du 8e district congressionnel du Colorado | Primaire démocrate de 2024 du 8e district congressionnel du Colorado | Primaire démocrate de 2024 du 8e district congressionnel du Colorado | Primaire démocrate de 2024 du 8e district congressionnel du Colorado |
| -------------------------------------------------------------------- | -------------------------------------------------------------------- | -------------------------------------------------------------------- | -------------------------------------------------------------------- | -------------------------------------------------------------------- |
| Parti                                                                | Parti                                                                | Candidat                                                             | Votes                                                                | %                                                                    |
|                                                                      | Démocrate                                                            | Yadira Caraveo (sortante)                                            | 35 409                                                               | 100 %                                                                |

| Primaire républicaine de 2024 du 8e district congressionnel du Colorado | Primaire républicaine de 2024 du 8e district congressionnel du Colorado | Primaire républicaine de 2024 du 8e district congressionnel du Colorado | Primaire républicaine de 2024 du 8e district congressionnel du Colorado | Primaire républicaine de 2024 du 8e district congressionnel du Colorado |
| ----------------------------------------------------------------------- | ----------------------------------------------------------------------- | ----------------------------------------------------------------------- | ----------------------------------------------------------------------- | ----------------------------------------------------------------------- |
| Parti                                                                   | Parti                                                                   | Candidat                                                                | Votes                                                                   | %                                                                       |
|                                                                         | Républicain                                                             | Gabe Evans                                                              | 35 393                                                                  | 77,5                                                                    |
|                                                                         | Républicain                                                             | Janak Joshi                                                             | 10 294                                                                  | 22,5                                                                    |

| Élection de 2024 du 8e district congressionnel du Colorado | Élection de 2024 du 8e district congressionnel du Colorado | Élection de 2024 du 8e district congressionnel du Colorado | Élection de 2024 du 8e district congressionnel du Colorado | Élection de 2024 du 8e district congressionnel du Colorado |
| ---------------------------------------------------------- | ---------------------------------------------------------- | ---------------------------------------------------------- | ---------------------------------------------------------- | ---------------------------------------------------------- |
| Parti                                                      | Parti                                                      | Candidat                                                   | Votes                                                      | %                                                          |
|                                                            | Républicain                                                | Gabe Evans                                                 | 163 320                                                    | 49,0                                                       |
|                                                            | Démocrate                                                  | Yadira Caraveo (sortante)                                  | 160 871                                                    | 48,2                                                       |
|                                                            | Approval Voting (en)                                       | Chris Baun                                                 | 5741                                                       | 1,7                                                        |
|                                                            | Unity (en)                                                 | Susan Hall                                                 | 3677                                                       | 1,1                                                        |
|                                                            | Indépendant                                                | James Treibert (write-in)                                  | 7                                                          | 0,0                                                        |
| Total des votes                                            | Total des votes                                            | Total des votes                                            | 333 616                                                    | 100 %                                                      |
|                                                            | Les Républicains prennent aux Démocrates                   |                                                            |                                                            |                                                            |